# Lago di Conza della Campania
Lago di Conza della Campania este o arie protejată (arie specială de conservare — SAC, sit de importanță comunitară — SCI, arie de protecție specială avifaunistică — SPA) din Italia întinsă pe o suprafață de 1.214 ha, integral pe uscat.

## Localizare
Centrul sitului Lago di Conza della Campania este situat la coordonatele 40°52′51″N 15°20′09″E / 40.8808°N 15.3358°E.

## Înființare
Situl Lago di Conza della Campania a fost declarat sit de importanță comunitară în mai 1995 pentru a proteja 84 de specii de animale. Alte tipuri de protecție:
- arie de protecție specială avifaunistică (în februarie 2002)[3]
- arie specială de conservare (în mai 2019)[2][4][5]

## Biodiversitate
Situată în ecoregiunea mediteraneană, aria protejată conține 5 habitate naturale: Ape puternic oligomezotrofe cu vegetație bentonică cu Chara spp., Galerii de Salix alba și de Populus alba, Pajiști uscate seminaturale și facies de acoperire cu tufișuri pe substraturi calcaroase (Festuco-Brometalia) (* situri importante pentru orhidee), Cursuri de apă de la nivel de câmpie la nivel montan, cu vegetație Ranunculion fluitantis și Callitricho-Batrachion, Pajiști uscate seminaturale și facies de acoperire cu tufișuri pe substraturi calcaroase (Festuco-Brometalia) (* situri importante pentru orhidee).
La baza desemnării sitului se află mai multe specii protejate:
- păsări (71): uliu păsărar (Accipiter nisus), fluierar de munte (Actitis hypoleucos), ciocârlie-de-câmp (Alauda arvensis), pescăruș albastru (Alcedo atthis), rață pitică (Anas crecca), rață mare (Anas platyrhynchos), fâsă-de-câmp (Anthus campestris), fâsă de luncă (Anthus pratensis), lăstunul mare (Apus apus), egretă mare (Ardea alba), stârc cenușiu (Ardea cinerea), stârc roșu (Ardea purpurea), stârc galben (Ardeola ralloides), ciuf-de-pădure (Asio otus), rață-cu-cap-castaniu (Aythya ferina), rața moțată (Aythya fuligula), bătăuș (Calidris pugnax), caprimulg (Caprimulgus europaeus), sticlete (Carduelis carduelis), șerpar (Circaetus gallicus), erete de stuf (Circus aeruginosus), erete vânăt (Circus cyaneus), porumbel gulerat (Columba palumbus), cuc (Cuculus canorus), egretă mică (Egretta garzetta), presură de stuf (Emberiza schoeniclus), măcăleandru (Erithacus rubecula), șoim călător (Falco peregrinus), cinteză (Fringilla coelebs), lișiță (Fulica atra), becațină comună (Gallinago gallinago), găinușă de baltă (Gallinula chloropus), piciorong (Himantopus himantopus), Hippolais polyglotta, stârc pitic (Ixobrychus minutus), sfrâncioc roșiatic (Lanius collurio), sfrâncioc cu cap roșu (Lanius senator), Larus argentatus, ciocârlie de pădure (Lullula arborea), privighetoare (Luscinia megarhynchos), rață fluierătoare (Mareca penelope), rață pestriță (Mareca strepera), gaia neagră (Milvus migrans), gaia roșie (Milvus milvus), codobatură de munte (Motacilla cinerea), codobatura galbenă (Motacilla flava), stârc de noapte (Nycticorax nycticorax), pietrar sur (Oenanthe oenanthe), grangur (Oriolus oriolus), vultur pescar (Pandion haliaetus), viespar (Pernis apivorus), Phalacrocorax carbo sinensis, codroș de munte (Phoenicurus ochruros), pitulice de munte (Phylloscopus collybita), lopătar (Platalea leucorodia), corcodel mare (Podiceps cristatus), brumăriță de pădure (Prunella modularis), cristei de baltă (Rallus aquaticus), mărăcinar (Saxicola rubetra), Spatula clypeata, rață cârâitoare (Spatula querquedula), turturică (Streptopelia turtur), graur (Sturnus vulgaris), silvie roșcată (Sylvia cantillans), silvie de câmp (Sylvia communis), corcodel mic (Tachybaptus ruficollis), fluierar de mlaștină (Tringa glareola), mierlă (Turdus merula), sturz-cântător (Turdus philomelos), pupăză (Upupa epops), nagâț (Vanellus vanellus)
- amfibieni (2): Bombina pachypus, Triturus carnifex
- mamifere (6): vidră de râu (Lutra lutra), liliac cu aripi lungi (Miniopterus schreibersii), liliac cu urechi de șoarece (Myotis blythii), liliac comun (Myotis myotis), liliacul mare cu potcoavă (Rhinolophus ferrumequinum), liliacul mic cu potcoavă (Rhinolophus hipposideros)
- nevertebrate (1): Melanargia arge
- pești (3): Alburnus albidus, Barbus tyberinus, Rutilus rubilio
- reptile (1): șarpele cu patru dungi (Elaphe quatuorlineata)

Pe lângă speciile protejate, pe teritoriul sitului au mai fost identificate 2 specii de amfibieni, 1 specie de nevertebrate, 5 specii de reptile.